# Gimbogala (stacja kolejowa)
Gimbogala (ros. Гимбоголы, Гимбогала) – stacja kolejowa w pobliżu miejscowości Gimbogala, w rejonie radziwiliskim, w okręgu szawelskim, na Litwie. Położona jest na linii Koszedary – Radziwiliszki.

## Historia

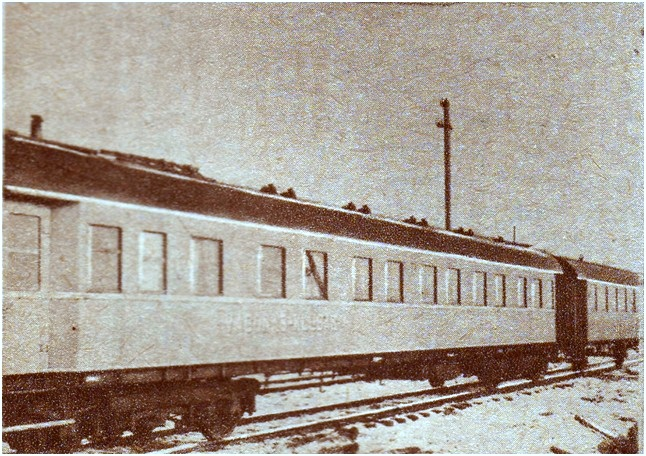
Zdjęcie zrobione w 1950 roku na stacji kolejowej Gimbogala

W XIX w. na drodze żelaznej libawsko-romeńskiej w pobliżu wsi Gimbagoły otwarto mijankę. W okresie międzywojennym w tym miejscu istniała już stacja.